# Genowefa Widlicka
Genowefa Widlicka (ur. 11 lipca 1918 w Leszczydole-Nowinach, zm. 14 kwietnia 2013 w Warszawie) – żołnierka Armii Krajowej Obwodu „Radzymin”, komendantka Wojskowej Służby Kobiet Placówki XIV Pniewo, komendantka Ośrodka IV Leśno-Nadbużańskiego.

## Życiorys
Urodziła się 11 lipca 1918 w Leszczydole-Nowinach. Pod koniec lat 20. XX w. wraz z rodziną przeniosła się do Nowogródka i tam kontynuowała naukę.
Przed wojną kierowała kantyną 79 pp w Słonimiu. Była kierowniczką kantyny polowej przy 79 pp w wojnie obronnej 1939.
Dzięki Janowi Widlickiemu nawiązała kontakt ze Służbą Zwycięstwu Polsce w październiku 1939. Ślub wzięli miesiąc później – 21 listopada 1939.
1 listopada 1939 została zaprzysiężona przez kpt. dypl. Jerzego Jurkowskiego. Przydzielono ją do sztabu placówki SZP w Pruszkowie. Jej zadaniem było werbowanie do organizacji zaufanych ludzi, wybór i przygotowanie punktów kontaktowych, kolportaż prasy oraz prowadzenie wywiadu wojskowego na terenie Pruszkowa i Warszawy. 
W 1940 z powodu serii aresztowań Pruszkowie Genowefa i Jan Widliccy przenieśli się w okolice Wyszkowa. Pod ps. Romana Widlicka organizowała WSK w Placówce XIV „Pniewo” i została jej komendantką.
W nocy z 16 na 17 września zorganizowano zrzut cichociemnych, w którym Widlicka odpowiadała za przygotowanie dla spadochroniarzy posiłku, kwatery, dopasowanie ubrań do okupacyjnej mody i instruowanie o zwyczajach i sposobach poruszania się. Często zajmowała się przerzutem broni ze schowków podręcznych oraz produkcją granatów sidolówek i butelek zapalających. 
W trakcie akcji „Burza”, będąc komendantką WSK Ośrodka IV Leśno-Nadbużańskiego, wyróżniła się pomocą mieszkańcom pacyfikowanej wsi Podgać.
Po wojnie pracowała przez wiele lat jako sekretarka w liceach i szkołach policealnych.
5 maja 2002 w kościele pw. Chrystusa Sługi w Leszczydole-Nowinach poświęcono tablicę ku czci żołnierzy AK zamordowanych przez hitlerowców po pacyfikacjach w Leszczydołach w maju 1944. Inicjatywa upamiętnienia wyszła m.in. od Genowefy Widlickiej.
29 października 2009 w Wyszkowie został odsłonięty Pomnik pamięci pomordowanych przez reżim komunistyczny w latach 1944–1952. Po uroczystościach w Urzędzie Miejskim w Wyszkowie odbyło się spotkanie ministra Pawła Wypycha z mieszkańcami. Edmund Muszyński, prezes Światowego Związku Żołnierzy AK okręgu Warszawa-Wschód, przekazał listy gratulacyjne dla członków organizacji, w tym dla Genowefy Widlickiej.
Zmarła 14 kwietnia 2013 w Warszawie. Została pochowana wraz z mężem na Powązkach (kwatera A 41 rząd 3 grób 4).

## Odznaczenia
Została odznaczona Krzyżem Kawalerskim Orderu Odrodzenia Polski, Krzyżem Armii Krajowej, Krzyżem Partyzanckim oraz Medalem Wojska Polskiego.